# Palazzo Incontro
Palazzo Incontro è un palazzo storico di Roma, situato nel rione Campo Marzio, costruito nella seconda metà del Settecento, esattamente nel 1765 dall'architetto Giovanni Paolo Burij. L'edificio è di proprietà della Provincia di Roma, che lo ha restaurato nel 2004-07.

## Storia

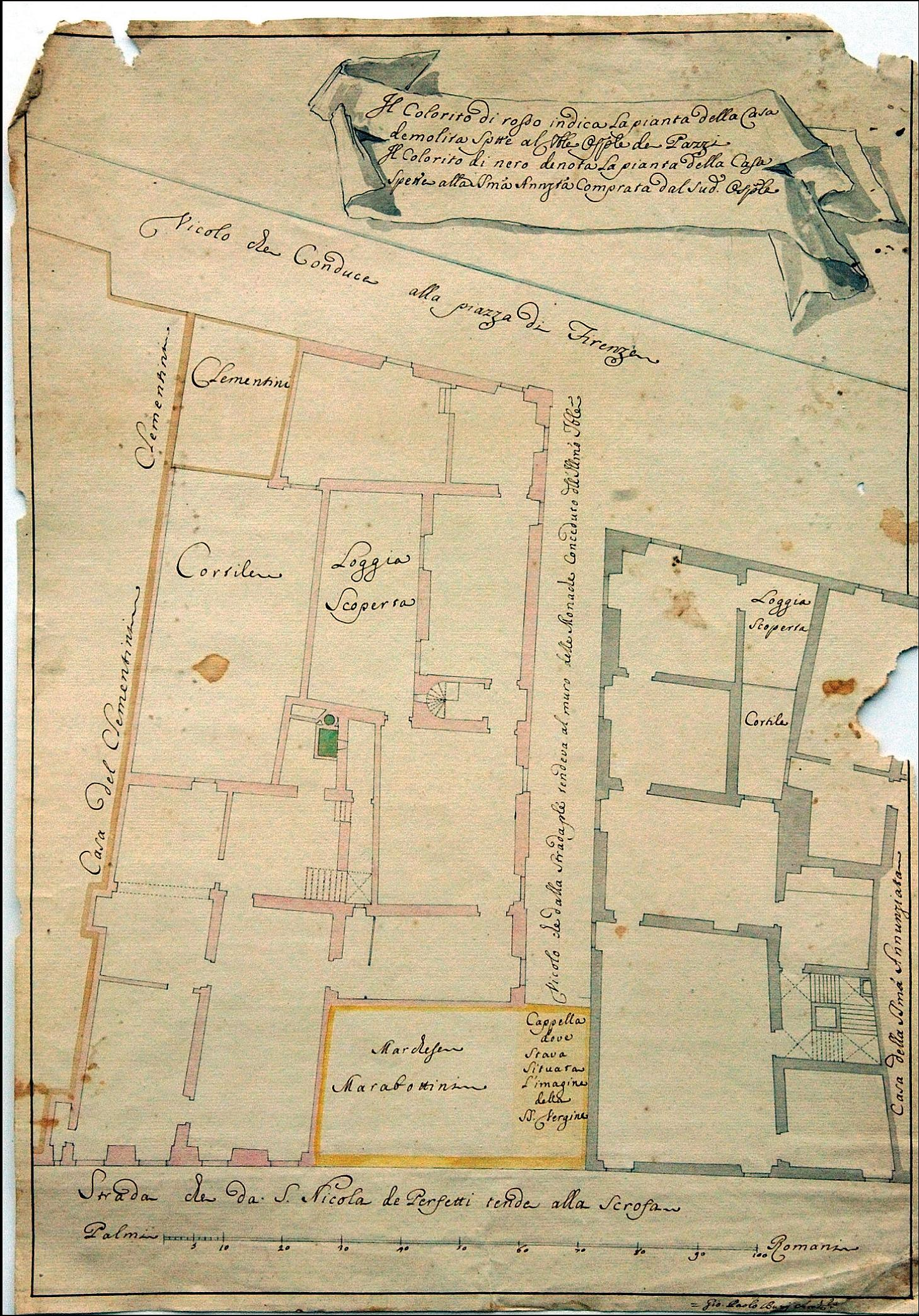
Pianta del Burij.

L'area dove venne costruito il Palazzo apparteneva alle proprietà dell'Ospedale di San Maria della Pietà dei Poveri Pazzi; il terreno era già stato interessato in età archeologica, con alcuni rinvenimenti di insulae e di edifici commerciali, datati fra la fine del II e l'inizio del III secolo. La zona viene poi abitata densamente durante tutto il Medioevo.
Per la costruzione dell'edificio vennero demolite diverse costruzioni più antiche, riportare nella pianta redatta dall'architetto Burij. Fra questi, la Cappella della Vergine - posta al centro del vicolo - venne demolita e ricomposta nelle vicinanze. Da altri documenti è noto che il Palazzo era già stato completato nel 1768, affittato poi l'anno successivo.
Con il rifacimento del Malerini l'impianto venne adibito all'uso affittuario, realizzando diverse abitazioni ottimali per più famiglie borghesi; questa tipologia architettonica divenne comune durante tutto il Settecento, quando i principali ordini religiosi decisero di smaltire i propri possedimenti immobiliari affidandoli a pagamento alle nuove famiglie della borghesia.
Mantenuta la sua funzione fino alla presa di Roma, i possedimenti ecclesiastici vennero assorbiti dal neonato Regno d'Italia, nel particolare affidando Palazzo Incontro alla nuova Provincia di Roma.

## Architettura

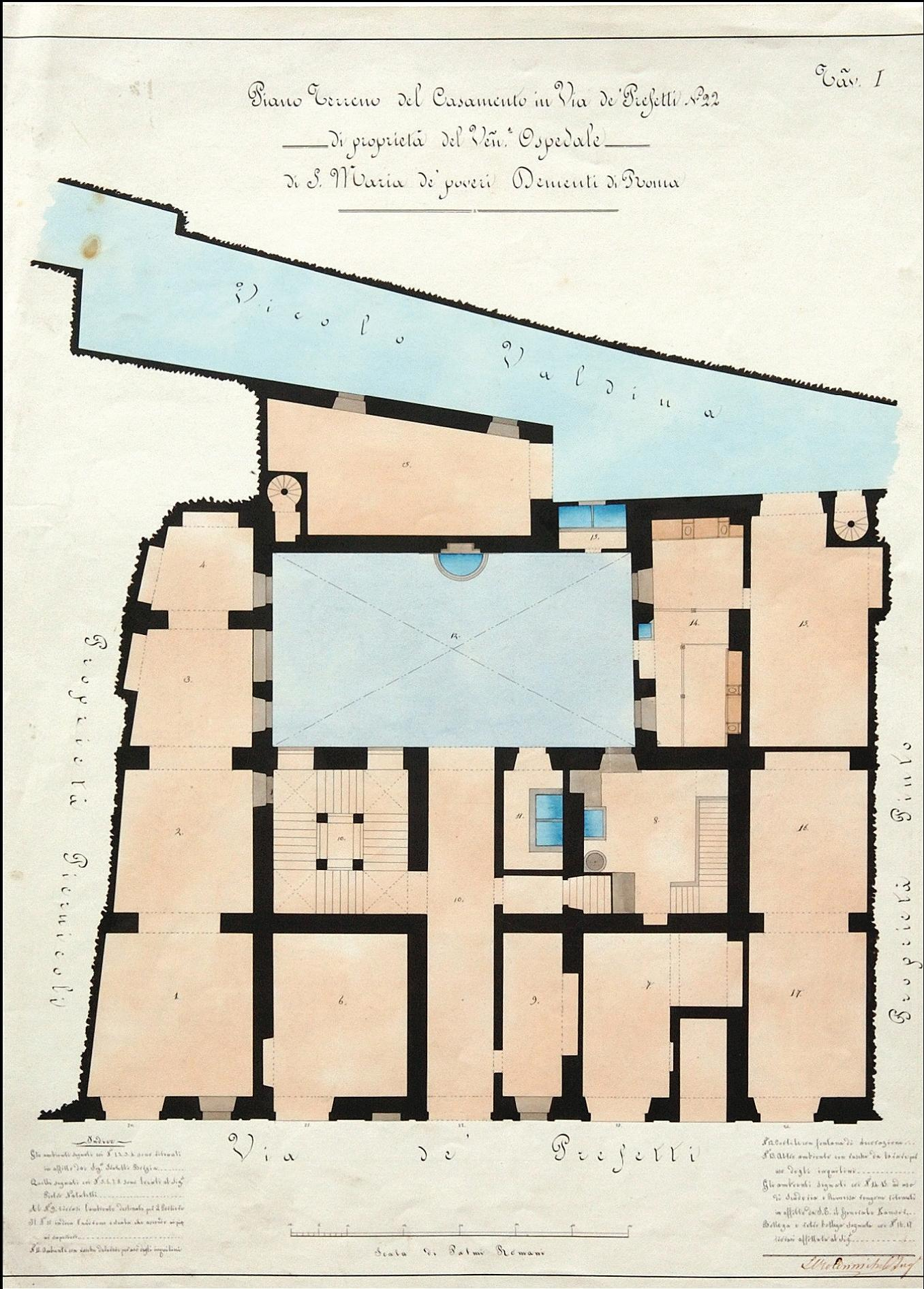
Pianta del Melerini.

La facciata è realizzata nel modello tipico del Barocco tardo, con un modesto cortile contenente una grande fontana a forma di ninfeo, scolpita nel travertino. La Cappella della Madonna del Divino Amore venne posta al piano stradale dell'edificio, dopo essere stata spostata dal vicolo che ostruiva; la cappella era gestita dalla vicina chiesa di San Nicola ai Prefetti, ed ancora oggi presenta il quadro della Madonna di Giovan Battista Salvi, meglio conosciuto come il Sassoferrato.